# Čoček
Čoček (em sérvio:  чочек, transl. tchôtchek, em macedônio/macedónio:  чочек, em croata:  čoček, em albanês:  qyqek e em búlgaro:  кючек, transl. kyutchek) é um ritmo originário dos Balcãs, popular principalmente em países como Grécia, Sérvia, Bulgária, Turquia dentre outros países balcânicos. Possui fortes traços da música cigana, sendo às vezes também referido em inglês como "gypsy brass", que se traduz por "metais ciganos".

## História
O čoček se originou através das bandas militares otomanas que se dispersaram pela região dos Balcãs a partir do século XIII, principalmente pela Sérvia, Bulgária, parte do território que hoje forma a República da Macedônia, e Romênia, o que conferiu eventual segmentação e variedade de sub-estilos étnicos ao čoček. O ritmo foi sendo transmitido através das gerações, sendo preservado principalmente pela minoria cigana e sendo amplamente praticado nos casamentos em vilarejos e festas de casamento até emergir culturalmente no século XIX.
O čoček é particularmente popular entre os ciganos muçulmanos e a população albanesa do Kosovo, sul da Sérvia e República da Macedônia. 

## Dança
O čoček é tipicamente dançado no compasso 9/8. Duas variantes têm suas batidas divididas em 2-2-2-3 e 2-2-3-2 (esta métrica rítmica às vezes é referida como "gypsy 9"). Os músicos ciganos que vivem nas regiões da antiga Iugoslávia desenvolveram uma variante que é praticada nos compassos 4/4 e 7/8.
Nos vários países por onde foi disperso o čoček é dançado em várias melodias. As danças do gênero čoček incluem o Jeni Jol da Macedônia, o Manele da Romênia, o Turbofolk sérvio-croata e a Chalga da Bulgária.[carece de fontes?]